# Mercato Metronio
Il mercato Metronio (anche chiamato mercato coperto di via Magna Grecia) è una struttura polivalente di Roma, situato tra via Magna Grecia, via Amiterno e via Veio, nel quartiere Appio-Latino.

## Storia
La struttura è stata progettata dall'architetto Florestano Di Fausto in stile moderno e realizzata dell'ingegnere Riccardo Morandi, tra il 26 marzo 1956, data di consegna del terreno edificabile, e il 16 novembre 1957, giorno dell'inaugurazione del mercato e dell'autorimessa.
Il mercato coperto di via Magna Grecia vive al giorno d'oggi una situazione di grande contrasto con il tessuto architettonico che lo circonda: infatti, numerose sono state le critiche sullo stabile come anche alcuni progetti di demolizione di quest'ultimo (poi negati). Tuttavia, la struttura è da sempre riconosciuta da innumerevoli esperti come un eccellente esempio di architettura modernista, soprattutto all'interno del quartiere Appio-Latino, nonché un edificio di gran valore artistico. Nella parte inferiore della sua struttura, sono presenti pizzerie, bar ed altre attività.

## Descrizione
In un lotto triangolare nel tessuto completato negli anni '50, l'edificio gioca il suo ruolo urbano con l'affacciarsi del volume, chiuso anche se frastagliato, e con il nodo delle rampe dell'autorimessa a doppia spirale, sottolineato da una elegante pensilina a sbalzo su due snelle forcelle. La posizione delle rampe a spirale nel vertice esterno all'asse di simmetria del lotto, evidenzia la volontà di mostrare le necessità funzionali, come la scelta di conformare i prospetti a denti di sega, in cui trovano posto le finestre, che riflette la disposizione obliqua dei posti macchina.